# 博略 (埃罗省)
博略（法語：Beaulieu，法語發音：[boljø] ⓘ）是法国埃罗省的一个市镇，属于蒙彼利埃区。

## 地理
博略（43°43'41"N, 4°1'17"E）面积7.73 平方千米，位于法国奧克西塔尼大區埃罗省，该省份为法国南部沿海省份，南濒地中海，西南接奥德省，西北接塔恩省和阿韦龙省，东北与加尔省接壤。
与博略接壤的市镇（或旧市镇、城区）包括：雷斯坦克利耶尔、圣德雷泽里、圣热涅斯德穆尔格、圣伊莱尔德博瓦尔、圣让德科尔尼、索西讷、叙萨尔格。

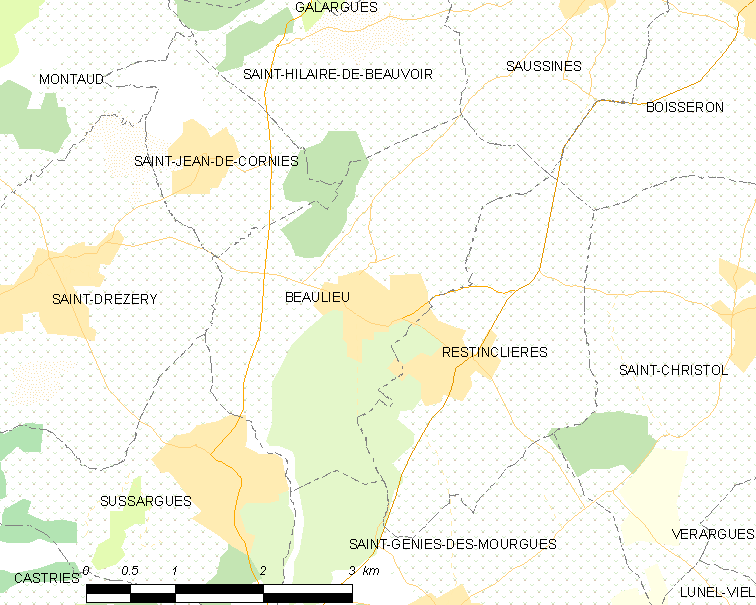
的OSM定位图

博略的时区为UTC+01:00、UTC+02:00（夏令时）。

## 行政
博略的邮政编码为34160，INSEE市镇编码为34027。

## 政治
博略所属的省级选区为勒克雷斯县。

## 人口

1962-2008年间人口变化图示

博略于2022年1月1日时的人口数量为2239人。